# Otín, Jihlava
Otín là một làng thuộc huyện Jihlava, vùng Vysočina, Cộng hòa Séc.